# 卡屈嗪
卡屈嗪是一种含氮有机化合物，化学式C
12H
21N
5O
3，属于肼苯哒嗪类抗高血压药。